# Myllyrivier (Idi)
Myllyrivier (Zweeds – Fins: Myllyjoki) is een rivier annex beek, die stroomt in de Zweedse  gemeente Kiruna. Het riviertje ontwatert een moeras ten zuidoosten van Idivuoma. Ze slingert via het Saivomeer naar het Idimeer. Ze mondt uit in het dorp in het meer. Ze is circa acht kilometer lang.
Afwatering: Saivorivier → Idirivier →  Muonio → Torne → Botnische Golf